# Boldewin
Boldewin (Boldewin von Brüssel; geboren vor 1590; gestorben nach 1617) war ein flämischer Teppich- und Schalunmacher, der seit 1590 unter Herzog Heinrich Julius von Braunschweig-Wolfenbüttel am Wolfenbütteler Hof beschäftigt war.

## Leben
Am 14. September 1590 unterzeichnete Boldewin, der eine Teppichwerkstatt betrieb, einen Vertrag, in dem er von Herzog Heinrich Julius als „Teppich- und Schalunmacher“ angestellt wurde, um sich um die Erhaltung seiner Teppiche zu kümmern. Dieser beschäftigte bei der Erneuerung seiner Residenzstadt gern Handwerker aus den Niederlanden. Zuvor war Boldewin in Halberstadt tätig und bezeichnete sich selbst als „Teppichmacher und Burgher zu Halberstadt“. Seine Werkstatt und Wohnung befanden sich im Langen Gebäude, im sogenannten Gotteslager, und gehörte zu den führenden Wirkereiunternehmen im Land Braunschweig.
Boldewin fertigte Wandteppiche mit großformatigen Darstellungen biblischer Szenen, die von Bordüren mit Wappen und Blumendekoren umrahmt wurden. Dabei bevorzugte er die Farben blau, braun, gelb und grün. Die Motive waren in ihrer Gestaltung an Werke des flämischen Malers Bernard van Orley angelehnt. Entlohnt wurde er mit einem Jahresgehalt von 50 Talern und Naturalien, Sommer- und Winterbekleidung, freier Mahlzeit bei Hof sowie freier Wohnung und Werkstatt.
Zu den ihm zugeordneten Werken gehören Wandteppiche, die sich in Schloss Marienburg befinden oder ein Exemplar mit einem Adelswappen derer von Calenberg. In seiner Manufaktur stellte Boldewin 1597 einen Wandteppich für den Erbmarschall des Bistums Paderborn Raben von Spiegel zu Peckelsheim her auf dem „Abrahams Opfer“ dargestellt ist, ein wiederkehrendes Motiv in Boldewins Werken. Seit 1592 betätigte er sich weitgehend mit der Fertigung privater Teppiche. Boldewin wurde seit 1592 nicht mehr als Angestellter des Herzogs verzeichnet. Im Schloss zu Blankenburg wurde ein Boldewin zugeschriebener Wandteppich aufbewahrt, der für die Prinzessin Elisabeth, die Tochter des Herzogs Julius von Braunschweig-Wolfenbüttel, und ihren ersten Gemahl Adolf XI. von Schaumburg, angefertigt wurde.
Graf Ludwig III. von der Asseburg stand als Bankier und Geldgeber mit Herzog Heinrich Julius in geschäftlicher Beziehung und ließ gemeinsam mit seiner Gemahlin in dieser Zeit kleinere wollene Bildteppiche als Hochzeitsgaben für ihre Töchter anfertigen, die vermutlich ebenfalls aus der Werkstatt Boldewins in Wolfenbüttel stammen. Zu den Arbeiten derselben Werkstätte gehört ein Wandteppich aus dem Jahr 1600 auf dem die Opferung Isaaks und das elterliche Wappen einer Anna Elisabeth von Schachten, der Schwester Anna Gisela von der Asseburgs mit einer Bordüre aus 16 Wappen, Früchten und Blüten zu sehen ist.